# Supercoppa di Bulgaria 2012
La Supercoppa di Bulgaria 2012 è stata la 10ª edizione di tale competizione. Si è disputata  l'11 luglio 2012 a Burgas. La sfida ha visto contrapposte il Ludogorets, vincitore del campionato e il Lokomotiv Plovdiv, arrivata seconda nella coppa nazionale.
Per la prima volta nella propria storia, il Ludogorec si è aggiudicato il trofeo.

## Tabellino
| Arbitro: | Ahmed Ahmed (Burgas) |

|                                         |           |            |
| Caiçara 10’ Gargorov 43’ Marcelinho 90’ | Marcatori | 12’ Dakson |

## Squadra vincitrice
| Vincitore della Supercoppa di Bulgaria 2012 |
| ------------------------------------------- |
| Ludogorets 1º titolo                        |